# 三河ダム
三河ダム（みごうダム）は、広島県三原市久井町小林にある沼田川水系三河川に建設されたダムである。

## 概要
三河ダムは広島県営かんがい排水事業の一環として建設されたもので、2003年に完成した。賀茂台地のうち御調郡久井町と賀茂郡大和町（いずれも2005年に三原市へ合併）地域の水田への農業用水確保のために建設された。なお農業用ダムの貯水量としては広島県内最大である。

## 関連事項
- 日本のダム一覧
- 日本の重力式ダム一覧
- 日本の多目的ダム一覧